# Olof Celsius (történész)
Olof Celsius (Uppsala, 1716. december 15. – Lund, 1794. február 15.) svéd történetíró és költő.

## Élete
1747-ben az Uppsalai Egyetemen a történelem tanára lett, 1766-ban nemességet kapott, 1786-ban pedig a svéd akadémia tagjává választották. Celsius polihisztor volt s különösen kitűnt a hazai történettudomány terén. 1742-ben megalapította a Tidningar om de Lärdes arbeten c. irodalmi közlönyt. Költeményei nélkülözik a fantáziát; leginkább latin verseit méltányolták.

## Munkái
- Svea rikes kyrkohistoria (I. köt. 1767)
- I. Gusztáv története (2 köt., Stockholm, 1746-53)
- XIV. Erik története (Stockholm, 1774)